# Novo Acordo
Novo Acordo é um município brasileiro do estado do Tocantins. Localiza-se a uma latitude 09º57'46" sul e a uma longitude 47º40'38" oeste, estando a uma altitude de 205 metros. Sua população estimada em 2021 era de 4450 habitantes e sua área municipal é 2671,88 km².

## História
O município de Novo Acordo está localizado na Mesorregião Oriental do Tocantins e Microrregião do Jalapão. Ele surgiu no local onde existiu uma fazenda de criação de gado em uma região de garimpo e agricultura.
No ano de 1947, José Dourados e seu irmão Manoel de Souza Dourados fundaram o primeiro comércio desta área, este comercio floresceu e dele surgiu o povoado de Dourados. Em 1953 o povoado foi elevado a categoria de Distrito, sendo nomeado como "Distrito de Novo Acordo" e em 14 de novembro de 1958 ele foi elevado a categoria de município.

## Administração
Lista de prefeitos de Novo Acordo:
| N°  | Nome                        | Partido | Mandato   | Observação |
| --- | --------------------------- | ------- | --------- | ---------- |
| 1º  | Elson Aguiar de Sousa       |         | 1958/1959 | Nomeado    |
| 2º  | Celso Martins Arruda        |         | 1959/1960 | Nomeado    |
| 3º  | Faustino de Souza Dourado   |         | 1961/1965 | Eleito     |
| 4º  | Deuziano Coelho de Sousa    |         | 1966/1969 | Eleito     |
| 5º  | Salmon do Amaral Brito      |         | 1970/1972 | Eleito     |
| 6º  | José de Souza Dourado       |         | 1973/1976 | Eleito     |
| 7º  | Ariston Batista Gama        |         | 1977/1982 | Eleito     |
| 8º  | Deuzimar Coelho dos Santos  |         | 1983/1988 | Eleito     |
| 9º  | Eliano Moura Leitão         |         | 1989/1992 | Eleito     |
| 10º | Gerson Limeira Borges       |         | 1993/1996 | Eleito     |
| 11º | Eliano Moura Leitão         |         | 1996/2000 | Eleito     |
| 12ª | Osvaldo Rocha Dourado       |         | 2001/2004 | Eleito     |
| 13º | Eliane Costa Batista Coelho |         | 2005/2008 | Eleito     |
| 14º | Eliane Costa Batista Coelho | PMDB    | 2009/2012 | Eleito     |
| 15º | José Coelho Neto            | PSDB    | 2013/2016 | Eleito     |
| 16º | Elson Lino de Aguiar Filho  | MDB     | 2017/2020 | Eleito     |
| 17º | Deuzany Batista de Castro   | DEM     | 2021/2024 | Eleito     |

## Esporte

### Futebol Profissional
Em 2021, o município firmou uma parceria com a Associação Taquarussú Esporte Clube para a disputa do Campeonato Tocantinense de Futebol de 2021 - Segunda Divisão, dando orígem à equipe do Novo Acordo/Taquarussu. A equipe foi eliminada na primeira fase da competição com apenas um ponto rferente a um empate e duas derrotas.

## Geografia
O município de Novo Acordo possui clima Clima tropical com estação seca e está localizado no bioma Cerrado. 